# Programa Tauros

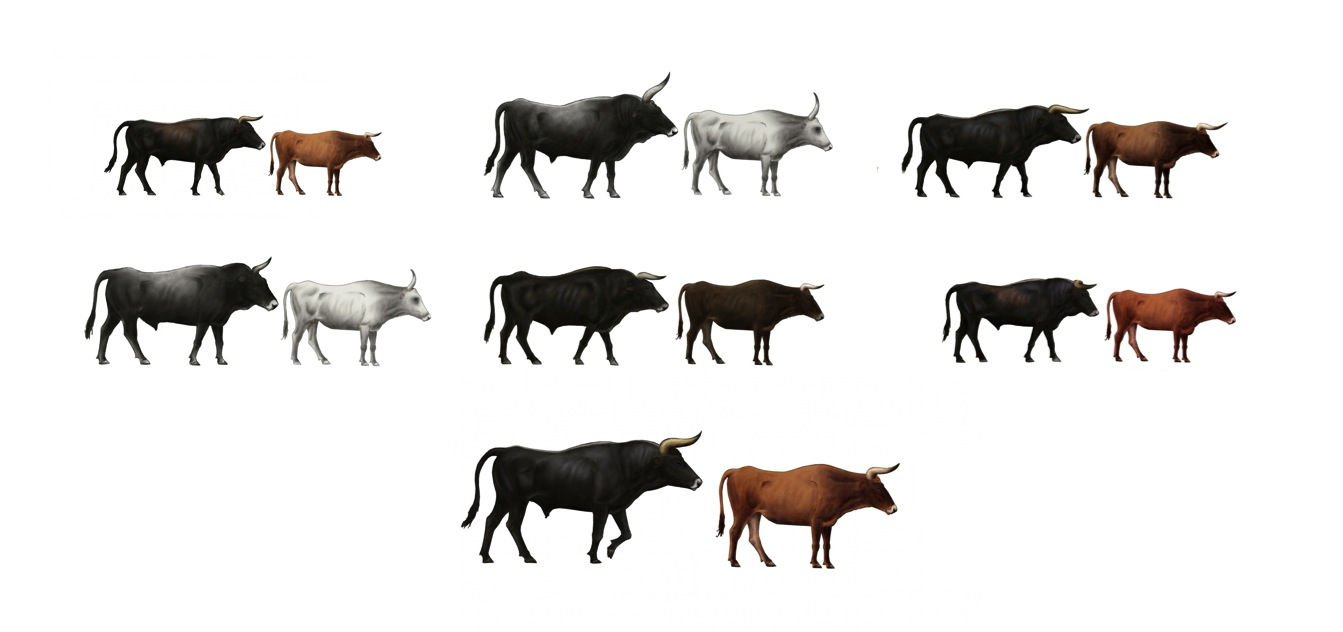
Principales razas utilizadas en el programa Tauros. Fila superior de izquierda a derecha: Limia, Maremmana primitivo, Maronesa. Fila inferior: Podolica, Sayaguesa, Pajuna. Abajo, el objetivo de reproducción fenotípico y ecológico, los uros.

El Programa Tauros, anteriormente conocido como Proyecto TaurOs, es una cooperación entre la fundación holandesa Stichting Taurus y universidades como la Universidad y el Centro de Investigación de Wageningen. Se trata de un esfuerzo internacional para criar un tipo de ganado que se parezca a los extintos uros, el ancestro salvaje del ganado doméstico.
El proyecto utiliza en gran medida razas de ganado resistentes con un parecido superficial con los uros extintos. Mediante el cruzamiento y la cría selectiva, intenta establecer similitudes con los uros. El objetivo a largo plazo es liberar este ganado Tauros en áreas de recuperación. El proyecto se fundó en 2008 y el programa de cría comenzó al año siguiente.

## Antecedentes
De acuerdo con la hipótesis de los pastos boscosos, la megafauna herbívora se considera herramientas importantes de conservación de la naturaleza para mantener la biodiversidad de paisajes abiertos o similares a parques sin interferencia humana. Por ello, está previsto reintroducir la caza mayor en varias reservas para recrear la dinámica natural de los ecosistemas europeos. El uros era uno de los ungulados europeos más importantes, pero fue cazado hasta su extinción en la mayor parte de Europa durante la Edad Media. A pesar de los intentos de conservación, los últimos uros de pura raza conocidos murieron en el bosque de Jaktorów, Polonia, en 1627. Por lo tanto, la llamada reconstrucción tiene que funcionar con sus especies domesticadas descendientes, de los cuales varias razas son lo suficientemente resistentes y robustas para llenar este vacío. En muchos proyectos de pastoreo, especialmente en Alemania, se utiliza ganado Heck, junto con ganado Galloways y Highland. El ganado Heck se originó en la década de 1920 como un intento de Lutz Heck y Heinz Heck de criar un uro parecido a partir de varias razas de ganado. El ganado Heck resultó ser una raza resistente, pero se diferencia considerablemente de los uros en varios aspectos.
El Programa Tauros es uno de varios intentos de reproducción. Esto se basa en la idea de que las características originales de los uros todavía están presentes en algunas razas de ganado menos derivadas y pueden reunirse mediante cruces y cría selectiva. La Fundación Taurus lleva años organizando proyectos de pastoreo con ganado vacuno y caballos resistentes y compró razas de ganado del sur de Europa que considera útiles para el proyecto.

## Métodos y objetivo
El programa Tauros utiliza razas de ganado muy resistentes, que preferentemente deberían parecerse lo suficiente a los uros. El cruzamiento y la cría selectiva con estas razas deberían crear nuevos linajes que se espera que se acerquen lo más posible a los uros y que sean aptos para ser liberados en las reservas salvajes europeas. No solo el fenotipo y la robustez están en el foco de la cría, sino que también se considera la información genética de los uros que podría conservarse en estas razas. Existen variaciones dentro de cada raza, por lo que son necesarios criterios de selección para seleccionar los individuos que se incluirán en el proyecto. Por ello, en el marco del proyecto se están realizando estudios paralelos, por ejemplo para evaluar la posible introgresión de uros salvajes en la población bovina europea. Además, se examinan la elección de alimentos y el comportamiento de las razas utilizadas.
Las razas que se utilizan para el cruzamiento proceden en su mayoría de la península ibérica y de Italia. Por ejemplo, estos son ganado Sayaguesa, Pajuna, Podólica Italiana y Maremmana primitivo. Aunque se decía que era genéticamente cercana a los uros, la raza Lidia (toro de lidia español) no se utilizó para el proyecto debido a su comportamiento agresivo. Estas razas primitivas han disminuido en número durante las últimas décadas y algunas están en grave peligro de extinción. También se utiliza Highland de Escocia porque esta raza tiene un pelaje largo y denso y es muy resistente. Ya han nacido varios individuos cruzados.
Los miembros del proyecto esperan que algún día el ganado Tauros pueda moverse libremente en rebaños salvajes en los espacios naturales europeos, tal como lo hacen los ciervos, los jabalíes y los lobos.
El proyecto pretende examinar la relación genética entre varias razas de ganado y los uros.

## Razas en uso y resultados de cruces actuales

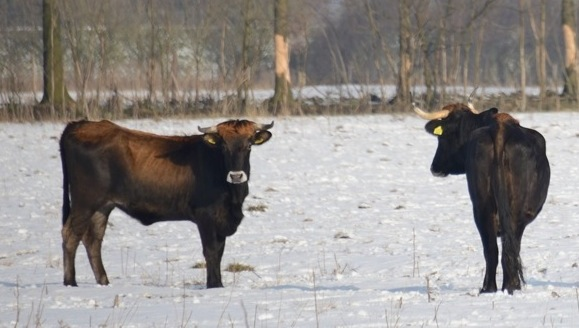
Vacas Sayaguesa en Keent

Actualmente se utilizan las siguientes razas de ganado robustas:
- Sayaguesa
- Maremmana
- Pajuna
- Limiana
- Maronesa
- Podólica
- Vaca de las tierras altas
- Tudanca
- Boškarin

En los rebaños holandeses se utilizan todas las razas excepto la Boškarin para la cría. Fuera de los Países Bajos, se utilizan principalmente Sayaguesa, Maremmana, Maronesa y Boškarin como razas fundadoras, complementadas con cruces de los sitios holandeses. Hasta finales de 2015, se utilizaron en la cría más de 150 animales de las razas fundadoras y nacieron casi 300 animales cruzados, entre ellos 17 animales de la cuarta generación cruzada.

## Ubicaciones
- Países Bajos: en la Reserva Natural de Keent (Oss), Kempen~Broek (Weert), Maashorst (Oss/Uden), Kraaijenbergse Plassen (Cuijk), De Maurik (Mill), y Geuzenbos (Puerto de Rotterdam).[11][12]
- Portugal: desde 2013 en Faia Brava.[12][13]
- España: desde 2013 en Campanarios de Azaba.[12][13]
- Croacia: desde 2014 en las llanuras de Lika, al pie de las montañas Velebit.[12][14]
- República Checa: desde 2015 en Reserva Natural de Milovice[15] and since 2018 en Modrá.
- Rumania: desde 2015 en Sfântu Gheorghe (Delta del Danubio).[12][16]

## Incidentes
En 2014 un montañero murió en la montaña de Velebit por un toro de Sayaguesa que formaba parte del proyecto. Posteriormente, el toro fue sacrificado.